# Bir mucize olsun
Bir mucize olsun (срп. Чудо) турска је телевизијска серија, снимана 2017.

## Радња
Максуде је сиромашна жена која са своје две ћерке, Дамлом и Назли, живи у сиротињском насељу, зарађујући као певачица у локалном ноћном клубу. Њен животни циљ је да постане позната певачица, не постоји ништа што не би урадила за лепоту и богатство.
20 година раније, усвојила је Дамлу, унуку богатог предузетника Азима Санџактара који је се након смрти своје ћерке одрекао. Међутим, сазнавши да болује од неизлечиве болести, одлучује да пронађе унуку. Сазнаје да је усвојена, да живи бедним животом и ангажује своју десну руку, адвоката Јигита Тумера да је врати својој кући где и припада.
Јигит одлази по Дамлу и говори јој да је дошао да је води њеној правој породици, што је она са одушевљењем прихватила јер је то било чудо које је чекала целог живота. Међутим, неће сви чланови породице Санџактар прихватити Дамлу као део породице, пре свега Азимова друга жена Есма и њен брат Ерџумент.
Иако је сматрала да један безбрижан део њеног живота почиње, Дамла ће убрзо схватити да није све тако ружичасто јер ће се наћи пред бројним изазовима...

## Улоге
| Глумац:             | Улога:          |
| ------------------- | --------------- |
| Фуркан Палали       | Јигит Тумер     |
| Су Кутлу            | Дамла Санџактар |
| Аху Сунгур          | Максуде Шахин   |
| Џихан Унал          | Азим Санџактар  |
| Дилхан Арас         | Назли Шахин     |
| Анил Илтер          | Јагиз Санџактар |
| Ридван Ајбарс Дузеј | Фират Јалчин    |
| Ајшегул Гунај       | Есма Санџактар  |
| Мурат Далтабан      | Ерџумент        |
| Елиф Гизем Ајкул    | Азра Санџактар  |